# Centropyge resplendens
Centropyge resplendens је зракоперка из реда Perciformes.

## Угроженост
Ова врста се сматра рањивом у погледу угрожености врсте од изумирања.

## Распрострањење
Ареал врсте је ограничен на острво Света Јелена.